# سون تسه
سون تسه (۱۷۵ تا ۲۰۰)، با نام محترم بوفو، یک ژنرال نظامی از ووی شرقی و دومین حاکم محلی آن پس از پدرش (سون جیان) بود. سون تسه که بزرگترین پسر سون جیان بود؛ پدرش در جنگ شیانگیانگ هنگامی که سون که ۱۶ ساله بود کشته شد.